# Myiagra cervinicolor
Myiagra cervinicolor — вид горобцеподібних птахів родини монархових (Monarchidae). Ендемік Папуа Нової Гвінеї. Раніше вважався підвидом східної міагри, однак були визнаний окремим видом в 2021 році.

## Опис
Довжина птаха становить 17 см. Виду притаманний статевий диморфізм. У самців забарвлення повністю чорне, тьмяно-блискуче, а у самиць верхня частина тіла рудувата, нижня частина тіла біла, тім'я сірувате.

## Поширення і екологія
Myiagra cervinicolor є ендеміками острова Дьяул. Вони живуть в рівнинних і гірських тропічних лісах на висоті до 1500 м над рівнем моря.

## Збереження
МСОП класифікує цей вид як вразливий. За оцінками дослідників, популяція Myiagra cervinicolor становить близько 2500–10000 птахів. Їм загрожує знищення природного середовища.